# Private School
Private School (título alternativo: Private School... for Girls; br: Uma Escola Muito Especial... para Garotas) é um filme norte-americano de comédia lançado em 1983, dirigido por Noel Black e protagonizado por Phoebe Cates, Betsy Russell e Matthew Modine.

## Sinopse
Escola para garotas é virada de cabeça para baixo pelas aulas de educação sexual e pela pesquisa de campo realizada com o auxílio de alguns garotos de um colégio vizinho.

## Elenco
| Nome                 | Personagem                                      |
| -------------------- | ----------------------------------------------- |
| Phoebe Cates         | Christine Ramsey (Chris)                        |
| Betsy Russell        | Jordan Leigh-Jenson                             |
| Matthew Modine       | Jim Green                                       |
| Michael Zorek        | Bubba Beauregard                                |
| Fran Ryan            | Srta. Dutchbok (diretora da Cherryvale Academy) |
| Kathleen Wilhoite    | Betsy                                           |
| Ray Walston          | Chauncey (motorista do Sr. Leigh-Jensen)        |
| Sylvia Kristel       | Sra. Regina Copoletta                           |
| Jonathan Prince      | Roy                                             |
| Kari Lizer           | Rita                                            |
| Richard Stahl        | Sr. Flugel                                      |
| Julie Payne          | Treinadora Whelan                               |
| Frank Aletter        | Sr. Leigh-Jensen (pai de Jordan)                |
| Frances Bay          | Birdie Fallmouth                                |
| Bill Wray            | Músico                                          |
| Karen Chase          | Bambi Leigh-Jensen                              |
| Burke Byrnes         | Sr. Ramsay                                      |
| Zale Kessler         | Funcionário do hotel                            |
| Steve Levitt         | Carregador de malas do hotel                    |
| Lynda Wiesmeier      | Alunas da Cherryvale Academy                    |
| Chris McDermott      |                                                 |
| Lori Plager          |                                                 |
| Zetta Whitlow        |                                                 |
| Nadine Van der Velde |                                                 |
| Christy Curtis Buss  |                                                 |
| Douglas Warhit       | Frequentadores do hotel                         |
| Randy Chance Graham  |                                                 |
| Vernon Scott         |                                                 |
| Robert Parker        |                                                 |
| Gayle Goldin         | Voz de Arcade (não creditado)                   |
| Paula Abdul          | Cheerleader (não creditada)                     |
| Martin Mull          | Balconista da farmácia (não creditado)          |
| Julie Wakefield      | Alunas da Cherryvale Academy (não creditadas)   |
| Brinke Stevens       |                                                 |